# 大沃利亞
49°32′18″N 24°1′39″E / 49.53833°N 24.02750°E
大沃利亞（烏克蘭語：Велика Воля），是烏克蘭的村庄，位於該國西部利沃夫州，由斯特雷區特羅斯佳內茨市鎮負責管轄，始建於1445年，面積0.85平方公里，海拔高度336米，2001年人口332，人口密度每平方公里390.59人。